# Barry Domvile

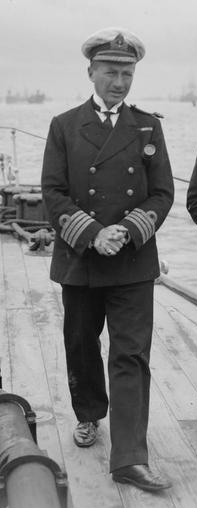
Barry Domvile

Sir Barry Edward Domvile KBE CB CMG (* 5. September 1878; † 13. August 1971) war britischer Seeoffizier der Royal Navy, der unter anderem als Vizeadmiral zwischen 1932 und 1934 Präsident des Royal Naval College in Greenwich war. 1934 trat er unter gleichzeitiger Beförderung zum Admiral in den Ruhestand.

## Leben
Barry Domvile war das zweitälteste von fünf Kindern sowie der älteste Sohn des britischen Admirals Compton Domvile. Er trat 1892 in die Royal Navy ein und absolvierte seine Ausbildung auf der HMS Britannia. 1898 wurde er zum Lieutenant befördert. Er hatte zuvor bereits das Beaufort-Testimonial, den Ryder-Preis und die Goodenough-Goldmedaille gewonnen, die jeweils für herausragende Leistungen im Rahmen der Ausbildung verliehen werden. 1906 gewann er zudem die Goldmedaille der Royal United Service Institution. 1909 wurde er zum Lieutenant Commander befördert. Vor Ausbruch des Ersten Weltkriegs war er von 1912 bis 1914 stellvertretender Sekretär des Committee of Imperial Defence. Während des Ersten Weltkrieges Krieges befehligte er verschiedene Schiffe. Am 1. Juli 1916 folgte die Beförderung zum Captain, woraufhin er zwischen April und Juli 1916 kurzzeitig Kommandant des Leichten Kreuzers HMS Carysfort  war. Im Anschluss fungierte er zwischen Juli 1916 und Januar 1918 als Kommandant des Leichten Kreuzers HMS Centaur. 1917 wurde er für seine Verdienste zum Commander des Order of St. Michael and St. George (CMG) ernannt. Im letzten Kriegsjahr war er von Januar 1918 bis April 1919 Kommandant des Leichten Kreuzers Curacoa.
Nachdem Domvile zwischen August und Mai 1920 stellvertretender Leiter der Planungsabteilung (Deputy Director of Plans) war, fungierte er von Mai 1920 bis Mai 1922 als Direktor der Planungsabteilung (Director of Naval Plans) der Admiralität sowie im Anschluss von Mai 1922 bis Mai 1925 nach seiner Beförderung zum Kommodore als Stabschef der Mittelmeerflotte (Chief of Staff, Mediterranean Fleet). 1922 wurde er des Weiteren zum Companion des Bathordens (CB) ernannt. Im Anschluss war er von September 1925 bis 1926 November Kommandeur des Schlachtschiffs Royal Sovereign. Am 1. Juni 1927 wurde Domvile zum Rear-Admiral befördert und fungierte daraufhin zwischen August 1927 und August 1930 als Leiter der Abteilung Militärische Nachrichtenwesen (Director Naval Intelligence). Am 1. Juni 1931 folgte die Beförderung zum Vice-Admiral und als solcher war er zwischen Januar 1931 und Januar 1932 Kommandeur der 3. Kreuzer-Schwadron (3rd Cruiser Squadron/Light Cruiser Squadron) der Mittelmeerflotte.
Von August 1932 bis August 1934 war Domvile Präsident des Royal Naval College in Greenwich und kommandierender Vizeadmiral des War College. 1934 wurde er zum Knight Commander des Order of the British Empire (KBE) geschlagen, so dass er fortan den Namenszusatz „Sir“ führte. 1936 wurde er unter Beförderung zum Admiral in den Ruhestand versetzt.
1935 besuchte Domvile Deutschland und war von vielen Aspekten des nationalsozialistischen Regimes beeindruckt. Im folgenden Jahr nahm er als Gast des deutschen Botschafters in London, Joachim von Ribbentrop, am Nürnberger Reichsparteitag teil. Er wurde daraufhin Vorstandsmitglied der Anglo-German-Fellowship und gründete die Vereinigung The Link. Zwar war The Link in erster Linie als kulturelle Organisation tätig, in ihrer Zeitschrift Anglo-German Review wurde jedoch eindeutig nationalsozialistisches Gedankengut verbreitet. Die Organisation, die zeitweilig etwa 4.300 Mitglieder stark war, wurde daher von der englischen Abwehr überwacht und kurz nach Ausbruch des Zweiten Weltkriegs 1939 verboten. Domvile wurde von Anfang Juli 1940 bis Ende Juli 1943 in Brixton inhaftiert. Auch in seinen nach dem Krieg veröffentlichten Büchern vertrat Domvile klar antisemitische Ansichten und entwickelte die Theorie einer jüdisch-freimaurerischen Verschwörung.
Aus seiner 1916 geschlossenen Ehe mit Alexandrine von der Heydt, eine Urgroßnichte des Bankiers und preußischen Ministers August von der Heydt, gingen drei Kinder hervor.

## Werke
- By and Large, 1936 (Autobiografie)
- Look to Your Moat, 1937
- From Admiral to Cabin Boy. 1947, ISBN 0-89562-099-5
- Look to Your Moat (A history of British naval and merchant seamen)
- The Great Taboo: Freemasonry
- Straight from the Jew’s Mouth
- Truth about Anti-Semitism